# Ryszard Petela
Ryszard Sergiusz Petela (ur. 17 sierpnia 1933 w Jarosławiu) – polski naukowiec, wykładowca akademicki, rektor Politechniki Śląskiej w latach 1981–1982.

## Życiorys
Do czasu wojny mieszkał we Lwowie, skąd przeniósł się do Krakowa, a następnie do Opola, gdzie w 1950 r. zdał maturę. 
Studiował w latach 1950–56 w Politechnice Śląskiej najpierw na Wydziale Mechanicznym, a później na Wydziale Mechaniczno-Energetycznym. 
Po studiach pracował w Biprohucie (1955–1962) i równocześnie w Politechnice Śląskiej (1956–84). Od roku 1971 do 1975 był zastępcą dyrektora Instytutu Techniki Cieplnej Politechniki Śląskiej. Stopień doktora nauk technicznych uzyskał w roku 1961, a habilitował się w roku 1966. Tytuł profesora nadzwyczajnego uzyskał w roku 1975. Jako stypendysta British Council odbył staż (1963/64) w Wielkiej Brytanii (Oksford, Cambridge, Sheffield i Leeds), w czasie którego prowadził badania dotyczące pracy habilitacyjnej. Przebywał też na stażu na Węgrzech (1970), w Kanadzie (Uniwersytet Calgary – 1975) i na Politechnice w Wiedniu (1984/85). Był promotorem 10 przewodów doktorskich. Był twórcą "szkoły spalania" w Politechnice Śląskiej (pionierskie opracowanie wykładów, stworzenie unikalnego laboratorium dydaktycznego, opracowanie kilku podręczników akademickich, opracowanie merytorycznych podstaw kierunku studiów dla filii w Dąbrowie Górniczej, koordynacja programów rządowych dotyczących spalania mieszanin węgla i oleju w latach 1976–1983).
W czasie powstawania Solidarności prof. Petela był jej doradcą w Politechnice Śląskiej. W czerwcu 1981 r. zgromadzenie elektorów wybrało go rektorem Politechniki Śląskiej. W styczniu 1982 w stanie wojennym został odwołany z funkcji rektora. W roku 1984 wyjechał do Kanady, gdzie pracował na Uniwersytecie w Calgary i wielu innych ośrodkach naukowych. Prowadził m.in. badania dotyczące wzbogacania węgla, wytwarzania mieszanin stało ciekłych, oszczędzania energii i ochrony środowiska. W Polsce był w różnym czasie konsultantem naukowym w wielu zakładach i instytucjach (m.in. Huta Batory, Instytut Metali Nieżelaznych, Energopomiar, Ministerstwo Przemysłu Chemicznego i Instytut Gazownictwa w Krakowie). 
Był członkiem Komitetów PAN: 
- Problemów Energetyki (1978–1984)
- Termodynamiki i Spalania (1977–1984).

Po roku 1984 jest członkiem American Association Society, New York Academy of Science oraz American Association Advancement of Science.
Jest autorem około 170 publikacji, 7 książek i monografii oraz 11 podręczników akademickich i 14 patentów. Był autorem około 90 prezentacji na konferencjach, w tym około 50 zagranicznych. Był zaangażowanym dydaktykiem (w latach 1981, 1982 laureat Złotej Kredy – nagrody dla najlepszego wykładowcy w Politechnice Śląskiej). 
W AZS Gliwice grał w ligowej drużynie siatkówki, a w latach 1964–1966 był wiceprezesem klubu. Był radnym miejskim w Gliwicach w latach 1967–1976. Trzykrotnie otrzymał nagrody ministra i około 30 nagród rektora za badania naukowe. Odznaczony był m.in. Krzyżem Kawalerskim Orderu Odrodzenia Polski. Laureat Medalu im. Stanisława Ochęduszki.